# Referendum o prostovoljnem končanju življenja
Referendum o obravnavi ureditve pravice do pomoči pri prostovoljnem končanju življenja je posvetovalni referendum, ki je potekal 9. junija 2024. Na isti dan sta bila izvedena še referendum o rabi konoplje ter referendum o preferenčnem glasu, prav tako so na isti dan potekale volitve v evropski parlament.
Državni zbor je razpravo in glasovanje o predlogu opravil 17. aprila 2024.

## Ozadje

### Predlog zakona društva Srebrna nit
V društvu Srebrna nit so 24. aprila 2023 začeli zbirati podpise za predlog zakona o pomoči pri prostovoljnem končanju življenja, ki je bil pripravljen v okviru društva. Izpostavljeni avtorji zakona so Andrej Pleterski, Dušan Keber, Brigita Skela Savič, Igor Pribac in Luka Mišič. 22. junija 2023 so zbrali 5.513 podpisov volilcev, zakon so v Državni zbor vložili 17. julija isto leto. Osnutek predloga je sicer začel nastajati že leta 2019, javnosti pa je bil predstavljen oktobra leta 2021. Predlogu sta med drugim nasprotovali zdravniška zbornica, komisija za medicinsko etiko in Slovensko zdravniško društvo.

#### Glasovanje o zakonu
29. februarja 2024 so avtorji predloga zakona na podlagi pogovorov s poslanci izrazili pričakovanje, da bo njihov predlog dobil zadostno podporo, vendar so delili tudi vtis, da je med njimi "še veliko omahovanja". 7. marca 2024 so poslanci zavrnili predlog z 64 glasovi proti in devetimi za. V Gibanju Svoboda so izrazili mnenje, da je predlog zakona dobro pripravljen, vendar da gre za pomembno družbeno vprašanje, ki terja širšo razpravo. Glasovali so proti, vendar isti dan vložili tudi predlog posvetovalnega referenduma. Za predlog so glasovali poslanci Levice in nekateri poslanci SD-ja. Opozicijski stranki NSi in SDS sta v vseh točkah procesa nasprotovali zakonu Srebrne niti in nato predlogu za razpis referenduma.

### Razpis referenduma
Predlog za razpis posvetovalnega referenduma je vložila stranka Gibanje Svoboda pred glasovanjem o predlogu zakona, ki so ga pripravili v društvu Srebrna nit. Odbor Državnega zbora za zdravstvo je predlog ocenil za primernega s podporo poslancev koalicijskih strank. Podporo predlogu sta na odboru poleg političnih strank podala predstavnici Slovenske filantropije in FDV-ja, nasprotovanje pa je izrazila predstavnica Slovenske Karitas.  Državni zbor je predlog za razpis referenduma sprejel 17. aprila 2024 z 49 glasovi za in osmimi glasovi proti.

## Referendumska kampanja

### Podporniki možnosti prostovoljnega končanja življenja
Prijavljeni kot organizatorji:
Politične stranke: Gibanje Svoboda, SD, Levica, Zeleni Slovenije, SMS - Zeleni, Vesna, Pirati.
Pravne osebe: Mladi Zeleni Slovenije, Zelena akademija Slovenije, Srebrna nit - združenje za dostojno starost.

### Nasprotniki možnosti prostovoljnega končanja življenja
Prijavljeni kot organizatorji:
Politične stranke: SDS, NSi, SLS.
Pravne osebe: Združenje Gibanje za otroke in družine, Združenje slovenskih katoliških zdravnikov, Gibanje za življenje.
Fizične osebe: Metka Zevnik.

### Javnomnenjske raziskave
| Datum            | Izvajalec | Vzorec | ZA   | PROTI | Razlika | Ne vem | Ne povem | Sklic  |
| 3.-6. junij 2024 | Ninamedia | 629    | 56,2 | 33,8  | +22,4   | 9,9    | 9,9      | [ 12 ] |
| 3.-5. junij 2024 | Mediana   | 734    | 57,7 | 19,6  | +38,1   | 10,2   | 10,2     | [ 13 ] |
| 27.-30. maj 2024 | Ninamedia | 1000   | 54,7 | 37,7  | +17,0   | 8,2    | 8,2      | [ 14 ] |
| 21.−24. maj 2024 | Mediana   | 713    | 53,6 | 35,5  | +18,1   | 9,7    | 1,2      | [ 15 ] |

### Predvolilne oddaje
| Datum               | Čas   | Medij                             | Program               | Voditelj                   | Naslov                                                                                         | Gosti | Gosti | Vir    |
| Datum               | Čas   | Medij                             | Program               | Voditelj                   | Naslov                                                                                         | Zagovorniki | Nasprotniki | Vir    |
| ------------------- | ----- | --------------------------------- | --------------------- | -------------------------- | ---------------------------------------------------------------------------------------------- | --- | --- | ------ |
| Ponedeljek 3. junij | 17.00 | RTV Slovenija                     | Radio Prvi            | Eva Lipovšek Alenka Terlep | Studio ob 17h: Referendumsko soočenje o pravici do pomoči pri prostovoljnem končanju življenja | Tereza Novak (Svoboda) Meira Hot (SD) Luka Omladič (Levica) Klemen Belhar (Vesna) Aleksander Merlo (Zeleni, DZAS, Mladi Zeleni) Renato Volker (SMS) Nina Beyokol (Pirati) Andrej Pleterski (Srebrna nit) | Alenka Forte (SDS) Janez Cigler Kralj (NSi) Tina Bregant (SLS) Aleš Primc (GOD) Pavel Poredoš (ZSKZ) Metka Zevnik Gabriel Kavčič (GZŽ)                         | [ 16 ] |
| Ponedeljek 27. maj  | /     | SBC - Klub slovenskih podjetnikov | platforme za podkaste | Gregor Trebušak            | SBC soočenje: Koga od nas ni strah smrti?                                                      | Andrej Pleterski (Srebrna nit - za dostojno starost) Jani Kramar (Društvo Hospic) Peter Golob (pravnik) Gabriel Kavčič (tiskovni predstavnik Katoliške cerkve)                                           | Andrej Pleterski (Srebrna nit - za dostojno starost) Jani Kramar (Društvo Hospic) Peter Golob (pravnik) Gabriel Kavčič (tiskovni predstavnik Katoliške cerkve) | [ 17 ] |
| Sreda 22. maj       | 20.00 | RTV Slovenija                     | TV SLO 1              | Igor E. Bergant            | Referendum 2024: Pravica do pomoči pri prostovoljnem končanju življenja?                       | Tereza Novak (Svoboda) Meira Hot (SD) Nataša Sukič (Levica) Klemen Belhar (Vesna) Aleksander Merlo (Zeleni) Renato Volker (SMS) Nina Beyokol (Pirati) Andrej Pleterski (Srebrna nit) Maja Marčič (DZAS)  | Alenka Forte (SDS) Janez Cigler Kralj (NSi) Tina Bregant (SLS) Aleš Primc (GOD) Urh Grošelj (ZSKZ) Metka Zevnik Roman Globokar (GZŽ)                           | [ 18 ] |